# فخر الدين الأزجي
فخر الدين إسماعيل بن علي بن الحسين الشيباني المأموني الأزجي البغدادي يعرف عموماً بـفخر الدين الأزجي والملقب بـغلام ابن المَنّي تحبباً لأستاذه أو موجزاً الفخر إسماعيل (1154 - 10 أبريل 1223) عالم مسلم وفقيه حنبلي وشاعر عربي عراقي من أهل القرن السادس الهجري/ الثالث عشر الميلادي. ولد في بغداد ونشأ وتعلم بها. برز في علم الخلاف والأصول والنظر والجدل وكان يُضرب به المثل في المناظرة في عصره. عُرِف بتسامحه الديني للمسيحيين. تخرج به الأصحاب، ورتب ناظرا في ديوان المطبق، فذمت سيرته، فعزل وبقي محبوسا مدة، وأخرج، وتمرض أشهرا. له تصانيف في المعقول، وتعليقة في الخلاف وله جَنَّة النظار وجُنَّة المناظرفي الخلاف ونور المصباح في بيان الاصطلاح في الجدل وكتاب صحيح المنقول وصريح المعقول وكتاب الأربعين مسئلة في الخلاف وكتاب الموجز في الفرائض وكتاب الإيجاز في تفسير الإعجاز وهو تفسير القرآن. توفي في مسقط رأسه ودفن بها.

## سيرته
ولد إسماعيل بن علي الحسين الشيباني ببغداد في صفر سنة تسع وأربعين وخمسمائة.

تتلمذ في الفقه لأبي الفتح نصر بن فتيان بن مطهر النهرواني المعروف بابن المَنَّي، وأبو عبد الله يعرف بابن الرقا وابن الماشطة. وقرأ الفلسفة على ابن مرقش النصراني. ودرس بعد شيخه ابن المنّي في مسجده بالمأمونية وكانت له حلقةٌ بجامع القصر للمناظرة وأصبح فقيهاً حسابياً واعظاً مصنّفاً وبرز في علم الخلاف والأصول والنظر والجدل.

ورُتِّب ناظراً في الديوان المُطبق، فذُمَت سيرته فحبس وعُزِل وبقي خاملاً متحسّراً على الرياسة.

ناظر وأفتى ودرس في أصول والفقه، سمع حديث من جماعة وصنّف كتباً منها في الخلاف كتاب سمّاه جَنَّة النظار وجُنَّة المناظر وكتاب في الجدل سمّاه نور المصباح في بيان الاصطلاح وكتاب صحيح المنقول وصريح المعقول وكتاب الأربعين مسئلة في الخلاف وكتاب الموجز في الفرائض وكتاب الإيجاز في تفسير الإعجاز وهو تفسير القرآن. وله أشعار. وصنّف كتاباً سماه نواميس الأنبياء يذكر فيه أنهم كانوا حُكماء كهرمس وأرسطوطاليس. قال ابن النجار عنه :وكان دائماً يقُع في الحديث وأهله ويقول هم جُهّال لا يعرفون العلوم العقلية. 

توفي في بغداد يوم الثلاثاء ثامن من ربيع الأول سنة عشرين وستمائه / 10 أبريل 1223م. وقال الشيخ شمس الدين الذهبي: «قطع الخليفة لسانه وألقاه في مطمورة إلى أن مات».

## مؤلفاته
- جَنَّة النظار وجُنَّة المناظرفي الخلاف
- نور المصباح في بيان الاصطلاح في الجدل
- كتاب صحيح المنقول وصريح المعقول
- كتاب الأربعين مسئلة في الخلاف
- كتاب الموجز في الفرائض
- كتاب الإيجاز في تفسير الإعجاز وهو تفسير القرآن
- نواميس الأنبياء

## شعره
أنشد لابنه أبو طالب عبد الله في السنة التي توفي فيها:
وله أيضا: